# 용수권
|                                           |
| 미국의 재산법                             |
| 미국법 시리즈                             |
| 재산 획득                                 |
| 증여 · 취득시효 · 채권양도                |
| 유실물                                    |
| 처분 · 위탁 · 허가                        |
| 재산권                                    |
| 완전 사유권 · 단순부동산권 · 한사부동산권 |
| 생애부동산권 · 조건부 부동산권            |
| 미래권리 · 부동산 공동소유                |
| 부동산임차권 · 연립주택                   |
| 토지권리의 양도 증서                      |
| 선의의 취득자 · 권원등기제도              |
| 양도증서에 의한 금반언 · 권리 포기서      |
| 임대차 · 형평법상 재산권의 이전           |
| 소유권부담제거소송 · 국가귀속             |
| 미래사용 제한                             |
| 양도제한                                  |
| 영구구속금지의 원칙                       |
| 쉘리사건의 원칙                           |
| 상속권원우선원칙                          |
| 비소유 토지권                             |
| 지역권 · 이익                             |
| 토지와 함께 이전하는 약관                 |
| 에퀴티상의 지역권                         |
| 관련 주제                                 |
| 부착물 · 훼손 · 분할                      |
| 용수권                                    |
| 측면‧지하지지권                           |
| 네모닷                                    |
| 미국법의 다른 영역                        |
| 계약법 · 불법행위법                       |
| 유언신탁법                                |
| 형법 · 증거법                             |

용수권(用水權, 영어: water right)이란 물의 사용 권리를 말한다.

## 한국

### 민법 조문
제231조 (공유하천용수권)
1. 공유하천의 연안에서 농, 공업을 경영하는 자는 이에 이용하기 위하여 타인의 용수를 방해하지 아니하는 범위내에서 필요한 인수를 할 수 있다.
2. 전항의 인수를 하기 위하여 필요한 공작물을 설치할 수 있다.

### 의의
한국에서는 공유하천 근처에서 농공업을 경영하는 자가 공유하천으로부터 인수(引水)하거나 인수(引水)하기 위해 필요한 공작물을 설치할 수 있는 권리를 말한다. 여기서 말하는 공유하천은 사인에게 속하는 하천을 제외한 모든 하천이다.

### 법적 성질
공유하천용수권은 공권과 사권의 성질을 모두 갖는다. 왜냐하면, 민법의 규정과 하천법의 규정에 모두 영향을 받기 때문이다. 또한 연안 토지의 편익에 영향을 주는 점으로 인해 토지소유권과는 독립한 용익물권으로 판단되기도 한다.

### 성립요건
농공업 경영을 위해 연안 토지를 이용하는 자로서 연안 토지의 소유자는 해당하지 않는다. 또한, 한 두 번의 인수로 끝나는 것이 아니라 사회 관념상 용수권을 취득할 정도로 상당한 기간 인수를 해야 한다. 그리고 인수로 인한 타인의 기존 용수권을 방해해서는 안 된다.

### 내용 및 효력
공유 하천 용수권은 연안토지의 이용을 위해 필요한 인수를 하고, 인수를 위하여 필요한 공작물을 설치하는 것이다. 공작물로는 언, 보 등을 생각할 수 있다. 타인의 인수로 인한 방해 시 물권적 청구권을 행사 할 수 있다.

### 독립물권성의 인정 여부
공유 하천 용수권은 토지소유자로부터 독립한 물권이라는 견해와 이웃 토지소유자 간의 용수조절을 위하여 인정된 일종의 상린권이라는 견해로 나뉜다.

## 미국
자연적인 목적으로의 물사용(가정용수,가축농장 배수)은 인공적인 목적의 물사용(관개,채광,산업)보다 더 우선시 된다.

## 같이 보기
- 배수법